# Buddy Daddies
Buddy Daddies – serial anime zanimowany przez studio P.A. Works i wyprodukowany przez Aniplex oraz Nitroplus. Był emitowany od stycznia do kwietnia 2023.

## Fabuła
Seria opowiada o dwójce zabójców, Kazukim Kurusu, który uwielbia hazard i kobiety, oraz Reiu Suwie, zamkniętym w sobie hikikomori, który czas wolny spędza na graniu w gry wideo. Pewnego dnia, w wyniku walki, która niespodziewanie wywiązała się podczas jednego z ich zleceń, dwójka wspólników zostaje opiekunami Miri Unasaki, czteroletniej dziewczynki, której ojcem jest zamordowany przez Kazukiego i Reia szef mafii.

## Bohaterowie
- Kazuki Kurusu (jap. 来栖一騎 Kurusu Kazuki)

Seiyū: Toshiyuki Toyonaga 
- Rei Suwa (jap. 諏訪零 Suwa Rei)

Seiyū: Kōki Uchiyama 
- Miri Unasaka (jap. 海坂ミリ Unasaka Miri)

Seiyū: Hina Kino 
- Kyūtarō Kugi (jap. 九棋久太郎 Kugi Kyūtarō)

Seiyū: Toshiyuki Morikawa 
- Anna Hanyu (jap. 羽生杏奈 Hanyu Anna)

Seiyū: Haruka Terui 
- Yuzuko Kurusu (jap. 来栖柚子 Kurusu Yuzuko)

Seiyū: Shizuka Itō 
- Karin Izumi (jap. 泉かりん Izumi Karin)

Seiyū: Ikumi Hasegawa 
- Misaki Unasaka (jap. 海坂美咲 Unasaka Misaki)

Seiyū: Nanako Mori 
- Ryo Ogino (jap. 小木埜了 Ogino Ryō)

Seiyū: Mitsuaki Madono 

## Anime
Anime zostało zapowiedziane 15 października 2022. Później ujawniono, że będzie to serial telewizyjny zanimowany przez studio P.A. Works i wyprodukowany przez Aniplex oraz Nitroplus. Został wyreżyserowany przez Yoshiyukiego Asaia, scenariusz napisali Vio Shimokura i Yūko Kakihara, a muzykę skomponował Katsutoshi Kitagawa z Round Table. Postacie zaprojektowała Katsumi Enami, do animacji zaadaptował je Sōichirō Sako, który wraz Sanae Satō odpowiadał także za reżyserię animacji. Seria była emitowana od 7 stycznia do 1 kwietnia 2023 w Tokyo MX i innych stacjach. Motywem otwierającym jest „Shock!” autorstwa Ayase, końcowym zaś „My Plan” w wykonaniu DURDN. Prawa do streamingu serii poza Azją nabył Crunchyroll.

### Lista odcinków
| №   | Tytuł                         | Premiera odcinka |
| --- | ----------------------------- | ---------------- |
| 1   | Piece of Cake                 | 7 stycznia 2023  |
| 2   | The Kiss of Death             | 14 stycznia 2023 |
| 3   | Spice of Life                 | 21 stycznia 2023 |
| 4   | What Will Be, Will Be         | 28 stycznia 2023 |
| 5   | Crunch Time                   | 4 lutego 2023    |
| 6   | Love Is Blind                 | 11 lutego 2023   |
| 7   | After Rain Comes Fair Weather | 18 lutego 2023   |
| 8   | Nothing Seek, Nothing Find    | 25 lutego 2023   |
| 8,5 | Cherry-Pick                   | 4 marca 2023     |
| 9   | No Sweet Without Sweat        | 11 marca 2023    |
| 10  | Lost at Sea                   | 18 marca 2023    |
| 11  | Everyone Will Be Hypocrites   | 25 marca 2023    |
| 12  | Daughter Daddies              | 1 kwietnia 2023  |